# Vodni pajek
Vodni pajek (znanstveno ime Argyroneta aquatica) je pajek iz družine Cybaeidae, ki prebiva pod vodo. Razširjen je v nekaterih delih Evrope in Azije. Znani so po gradnji posebnih mrež v obliki potapljaškega zvona, ki je napolnjen z zrakom.

## Telesne značilnosti
Povprečna velikost pajka znaša 2,5 cm, samci so obarvani temno rumeno-zeleno, samice pa črno. Srebrni lesk pajčevine pod vodo je dal rodovno ime pajka Argyroneta, kar v grščini pomeni srebrna mreža.

## Življenjski prostor in navade
Živi v Severni in Srednji Evropi do 62° severne geografske širine ter v Srednji Aziji, navadno v jezerih in ribnikih. Aktiven je ponoči, živi samotarsko in je posebno prilagojen za življenje pod vodo. Vodni pajek v resnici ni zelo dober plavalec, saj se mora zelo upirati vzgonu med plavanjem. Samec je aktiven lovec in plava relativno veliko časa, medtem ko je samica dosti manj aktivna, saj večino časa preživi v zvonu in čaka na plen v zasedi, ki slučajno nasede na mrežo. Prehranjuje se z majhnimi vodnimi nevretenčarji, žuželkami in raki.
Parjenje poteka pozno spomladi in zgodaj poleti. Samec pri tem zgradi dodatni zvon blizu samičinega ter napravi prehod med obema strukturama. Samica po parjenju izleže 20 ali več jajčeč in okoli njih napravi zaščitni kokon. Življenjska doba vodnega pajka je eno do dve leti.
Ugriz pajka za človeka ni nevaren, vendar naj bi bil zelo boleč, na mestu ugriza pa povzroči krajevni vnetni odziv.

### Potapljaški zvon
Za prebavljanje plena, levitev, odlaganje jajčeč, parjenje in vzgajanje mladih pajkcev gradijo mrežo v obliki potapljaškega zvona, ki je napolnjen z zrakom. Običajno jo pritrdi na podvodne rastline ali kamne. V zvonu lahko pajek tudi prezimi.
Zrak v zvonu mora pajek občasno zamenjati: na zadku in nogah se nahajajo dlake, s katerimi ujame zračne mehurčke nad površino vode in jih prenese do svojega zvona. Kljub temu zraka ne rabi neprestano obnavljati zaradi difuzije raztopljenega kisika (O2) v zvon in ogljikovega dioksida (CO2) iz zvona. Dihalni sistem vodnega pajka se razlikuje od drugih pajkov, saj je število lamel v predalastih pljučih zmanjšano na 20, kot kompenzacija za to pa se je razvil velik in zapleten sistem vzdušnic.
Aktivni način življenja samcev je po vsej verjetnosti eden od glavnih vzrokov izrazitega spolnega dimorfizma, ki je obraten kot pri večini pajkov, saj so samci za skorajda 30 % večji od samic. Drugi glavni vzrok je sam zvon: volumen zvona je trikrat večji od velikosti telesa, obnavljanje zraka pa je energijsko potraten proces. Manjša velikost telesa pri samicah pomeni manjši volumen zvona in s tem manjšo porabo energije za obnavljanje zraka.